# Idaea infirmaria
Espèce
Idaea infirmaria, l'Acidalie chétive, est une espèce de lépidoptères (papillons) de la famille des Geometridae et de la sous-famille des Sterrhinae.

## Synonyme
- Idaea aquitanaria Constant, 1865

## Distribution
Cette espèce méditerranéenne se trouve de l'Espagne à la Turquie, en Corse et dans le Sud de la France jusqu'aux Alpes du Sud.